# せいしょう (船舶)
せいしょうは、厚生労働省所有の旅客船。国立療養所大島青松園の交通船として、大島〜高松港、大島〜庵治港の間で運航されている。

## 概要
バリアフリー対応旅客船として広島県尾道市の石田造船で建造され、2002年（平成14年）3月に竣工した。
ハンセン病療養施設である国立療養所大島青松園の交通船であるため、バリアフリー化が図られている。船内は２層になっており、下は、階段を降りるとたくさん座れるようになっているが、上は、段差のないフラットな構造となっており、安全に乗下船できるように電動式タラップを装備している。